# Nelly Láinez
Nelly Láinez (Buenos Aires, 11 de enero de 1920-ib, 31 de mayo de 2008) fue el seudónimo de Nélida Rotstein, actriz y comediante argentina.
Nació en el seno de una familia de clase media que más tarde cayó en bancarrota. Inició su carrera a los doce años como actriz dramática en la radio para incursionar posteriormente en cine y televisión, y su debut cinematográfico ocurrió en Fascinación (1949), de Carlos Schlieper. Intervino en varios filmes componiendo el clásico personaje de la solterona fea y rechazada, que era blanco de todo tipo de bromas, como en La mejor del colegio (1953) y Amor a primera vista (1956). Fue soporte de figuras importantes como Juan Carlos Thorry, Lolita Torres, Tilda Thamar y José Marrone, y participó en varias películas de Los Cinco Grandes del Buen Humor. A lo largo de su vida, integró alrededor de treinta películas, como Cinco grandes y una chica (1950), Suegra último modelo (1953), Canuto Cañete y los 40 ladrones (1964) y Gran valor (1980). A partir de los años de 1960, actuó asiduamente en televisión, destacándose por su personaje de Isolina en La tuerca, que le dio vigencia y reconocimiento. Luego de un largo período de inactividad, su participación en los ciclos El mundo de Antonio Gasalla y El palacio de la risa a lo largo de la década de 1990 le proporcionó un resurgimiento a su carrera. Obtuvo tres premios Martin Fierro a la mejor actriz cómica —1974, 1992 y 1994— y en 1996, recibió el premio Podestá a la trayectoria por parte del Senado de la Nación Argentina. Estuvo casada con el periodista Hugo Storni.

## Biografía

### Primeros años
Nelly Láinez nació como Nélida Rotstein —tal su verdadero nombre— 
el 11 de enero de 1920 en una casona ubicada sobre la avenida Rivadavia 1561 frente a la Plaza del Congreso. Su padre, Jacobo Rotstein, era un inmigrante judío de origen polaco que ejercía como plomero. Había migrado a Nueva York, Estados Unidos en la década de 1910, donde contrajo matrimonio y tuvo dos hijos, pero luego de enviudar tempranamente —su primera esposa murió en un accidente doméstico—, decidió radicarse en Argentina en diciembre de 1915, cuando contaba con 28 años. En Buenos Aires, progresó económicamente y se casó en sus segundas nupcias con Raquel, una profesora de piano, y el matrimonio tuvo una hija, Nélida. Desde pequeña, fue educada principalmente por su padre, ya que su madre afrontaba serios problemas de salud. Láinez hablaba poco de su padre, probablemente porque nunca le perdonó el hecho de que haya sido garante de un pariente por el que luego cayeron en la ruina y perdieron casi todos sus valores, incluso el piano de su madre. El padre de Láinez falleció en los albores de su adolescencia, dejando a la familia con severos problemas económicos.
Durante su juventud, Láinez se desempeñó en la mercería de su familia, al mismo tiempo que estudió piano, declamación y zapateo americano, disciplinas muy practicadas en esa época. Dado que solía tener un bajo rendimiento escolar, en sus ratos libres solía diseñar sus propios personajes para representarlos en la intimidad a modo de entretenimiento.

### Inicios en radio
Debido a algunos problemas económicos, y tras una larga insistencia a su madre, a los doce años se presentó en una prueba en Radio Porteña junto a su hermana. Láinez asistió recomendada por un comisario amigo de la familia y, de ese modo, fue convocada para participar como extra en un radioteatro policial que recreaba los casos criminales de la época. A pesar de la oposición del director —que las había rechazado anteriormente y estaba fastidiado con el carácter prepotente de Láinez—, le dio unas breves líneas en Ronda policial (1936), donde solo debía pronunciar: «Adiós, adiós, el barco se va». Luego, trabajó en radio con Olga Casares Pearson —quien la influyó mucho— y Ángel Walk, al comienzo en papeles dramáticos, y dirigida por Armando Discépolo, incursionó en una escena erótica en un programa de Narciso Ibáñez Menta. Fue partícipe del radioteatro El otro por Radio El Mundo y años después, se destacó como consultora sentimental radiofónica en Amalia Paz, consejera del hogar y del corazón, uno de sus trabajos radiales más relevantes. Además, participó en Monsieur Canesú con Fidel Pintos —con quien forjó una gran amistad—, Ñato Desiderio con Mario Fortuna y Radioteatro Lux.
Integró, convocada por Zelmar Gueñol, «La Cruzada del Buen Humor», grupo cómico creado por Tito Martínez del Box que luego fue renombrado a «Los Cinco Grandes del Buen Humor». El conjunto actoral obtuvo altos niveles de audiencia a fines de los años de 1940 y actuó casi de manera ininterrumpida entre 1950 y 1964. Durante ese lapso, se sucedieron diferentes acompañantes femeninas, entre otras, conformaron ese grupo —además de Láinez— Dorita Acosta y Nelly Beltrán.
Reemplazó temporalmente a Eva Duarte —posteriormente primera dama Eva Perón— en Radio Belgrano y, años después, Láinez admitió que fue gracias a Duarte que logró conservar su trabajo en la radio. Desde 1957 hasta principios de 1960, en esa emisora encabezó Casino de la alegría bajo el auspicio de jabones «Manuelita», con Alberto Olmedo como Amaranto y Héctor Rivera como el Pajarito Peña. En Radio El Mundo, protagonizó el programa radial El consultorio de Berta, por el cual fue nominada en la primera ceremonia de los premios Martín Fierro de 1959 en la categoría de mejor actriz cómica, competencia que perdió ante Olinda Bozán.

### Encasillamiento en comedias
Láinez comenzó a actuar en cine a la avanzada edad de 30 años. En 1949, fue convocada por el director Carlos Schlieper para realizar un pequeño rol en Fascinación, protagonizada por Homero Cárpena y Susana Campos. En 1950, secundó a Los Cinco Grandes del Buen Humor en dos películas cómicas tituladas Cinco grandes y una chica y Cinco locos en la pista, con guiones de Máximo Aguirre. Luego de secundar a Alberto Closas en Cuidado con las mujeres (1951), ese mismo año tuvo cuatro propuestas de trabajo. En una de ellas, Pocholo, Pichuca y yo, formó un exitoso trío cómico con Carmen Vallejo y Pepita Muñoz.
Desde comienzos de los años de 1950, Láinez fue encasillada en roles semejantes; en general, interpretaba el papel clásico de la solterona fea y rechazada, que era blanco de todo tipo de bromas, tal como ocurrió en La mejor del colegio (1953) y Amor a primera vista, con Lolita Torres y Osvaldo Miranda. Filmó La mujer desnuda, Cuando los hombres hablan de mujeres, con Luis Sandrini, Villa Cariño está que arde, con Juan Carlos Altavista, y El bulín. También trabajó con los hermanos Hugo y Gerardo Sofovich en Los vampiros los prefieren gorditos, con Jorge Porcel. Fue figura soporte de Gogó Andreu, Osvaldo Miranda, Juan Carlos Altavista, Juan Carlos Thorry, Lolita Torres, Tilda Thamar, José Marrone y Fidel Pintos. En 1980 y 1981, compuso a la madre italiana de Juan Carlos Calabró en Gran valor y Gran valor en la facultad de medicina, que significaron las últimas películas realizadas por Láinez hasta 1993, cuando se retiró definitivamente del cine tras recrear a la madre de Tristán, doña Rosa, en Tachero nocturno.

### Participaciones en teatro
Su trayectoria teatral es breve dado que a Láinez no le agradaban las presentaciones en vivo frente al público y a menudo solía decir: «Una tiene que estar encerrada en el sótano tres horas para actuar cinco minutos». Asimismo, llegó a representar diversas obras como Petit Café (1951) en el Teatro Gran Splendid, donde integró un coro de mujeres, y también participó en un espectáculo de revista con Nélida Roca y Susana Giménez en el Teatro Astros, dirigida nuevamente por Sofovich, pero debió interrumpir su actuación por problemas de salud. Láinez se ponía muy nerviosa en el escenario y a menudo bromeaba que en esa oportunidad, en lugar de convertirse en la «reina de la calle Corrientes», se había convertido en la «reina del Argerich» porque la habían retirado del teatro en ambulancia.

### La tuercay reconocimiento tardío
Su debut en televisión fue en 1959 con El consultorio de Berta, aunque luego se sumó al ciclo Operación Ja-Já durante varios años. Uno de sus segmentos se llamaba La mesa de café y tuvo tanto éxito que con el tiempo se convirtió en un ciclo televisivo independiente. También formó parte de Polémica en el bar, pero solamente alcanzó popularidad cuando intervino en La tuerca a partir de 1965. Durante diez años, se destacó con su personaje de Isolina y actuó a la par de humoristas como Carmen Vallejo, Vicente Rubino, Tino Pascali, Gogó y Tono Andreu, Rafael Carret, Guido Gorgatti y Julio López. Gabriela Acher, compañera de elenco, la recordó: «La admiraba muchísimo, era extraordinaria, una persona maravillosa. Fuimos bastante amigas, recuerdo que siempre paseaba con su perrito, y me confesaba muchas cosas, pero fue hace tanto tiempo que no recuerdo nada en especial. Lo que sí recuerdo de mis cinco años en La tuerca es mi admiración por Nelly Láinez y Carmen Vallejos, de quienes aprendí un montón y les estaré eternamente agradecida».
En 1973, Láinez obtuvo un premio Martín Fierro como mejor humorista por su labor en La tuerca. Un año después, el programa terminó repentinamente y la actriz se refirió al derrumbe económico que había generado en su vida el fin del ciclo:

«Después de que levantaron La tuerca, me quedé durante dos años sin trabajo. Cada vez que iba a un canal volvía a casa llorando porque, en algunos casos, ni siquiera me recibían. Al mismo tiempo, los amigos que venían todos los fines de semana desaparecieron. Un día, estando con Hugo en el comedor, miré a mi alrededor y le pregunté: "¿Por qué las sillas están vacías?". Él me abrazó muy fuerte y me contestó: "No están vacías, querida. Estuvieron mal ocupadas". ¿Cómo no voy a estar enamorada aunque hayan pasado 27 años?».
Nelly Láinez

Entre 1981 y 1983, participó de la segunda versión de La tuerca —esta vez a color— y con la dirección de Héctor Maselli. Fue en ese entonces cuando Láinez, con un atuendo de vestidos floreados, aretes y pelucas extravagantes, popularizó la frase que solía tener como blanco al personaje de Marcos Zucker: «¿Qué te pasa, Abelardo? ¿Nunca una ternura, una caricia, una prueba de amor...?».
Intervino posteriormente, aunque en papeles menos destacados, en ciclos como Los sobrinos dan la nota, con Néstor Fabián y Violeta Rivas, Matrimonios y algo más, Juntos, con Niní Marshall, Sábado de todos, Hagamos el humor, Las mil y una de Sapag, Pelito, La Tota y la Porota, y Juana y sus hermanas. Durante algunos años, le fue difícil encontrar trabajo y atravesó severas vicisitudes económicas a tal punto que tuvo que vender algunos valores para sobrevivir, como su Renault 6, su televisor, su premio Martin Fierro y su tapado de piel. Tras un largo período de inactividad, Antonio Gasalla la descubrió y le propuso en 1992 ser parte de El mundo de Antonio Gasalla y El palacio de la risa, ciclos gracias a los cuales obtuvo vigencia y reconocimiento en los años de 1990. Se transmitieron con éxito hasta mediados de la década y le proporcionaron un resurgimiento a la carrera de Láinez. La comediante temía al comienzo competir con Gasalla del mismo modo que le había ocurrido con Jorge Luz, pero la relación entre ambos fue de mutua admiración y respeto, y a menudo Láinez evitaba sobresalir por encima de él. Obtuvo dos premios Martín Fierro a la mejor actriz cómica en 1992 y 1994, y el Senado de la Nación le otorgó el premio Podestá a la trayectoria en 1996, pero Láinez no fue a recoger ninguno de los reconocimientos alegando motivos de salud.

### Vida personal
En 1968, a la edad de 48 años, Láinez conoció al periodista y escritor Hugo Storni —seudónimo de Hugo Morales—, originario de Bahía Blanca, durante su estadía en Canal 13.

«Un día recibí una carta de un desconocido que vivía en Bahía Blanca... En ese momento yo vivía con mamá, que ya estaba muy enferma. Le conté que me había escrito un loco y ahí me llevé la sorpresa de mi vida: "Contestále ―me dijo―. No quiero que cuando yo falte te quedes sola". Por supuesto que no le contesté. Entre cuidar a mamá y mi trabajo no tenía tiempo... Él me conocía solo por una foto que había visto en una revista. Mamá murió y yo, como ella tanto temía, me quedé sola. Estaba perdida. A la noche me iba a la Costanera, miraba al río y le decía: "Mandame un novio". Pero el novio no aparecía. No sabía qué hacer, hasta que un vidente ―que conocía de nuestro amor por carta― me dijo: "Tu mamá dice que vayas a buscarlo". Ahí no lo dudé más. Me tomé el tren a Bahía Blanca y fui a buscarlo».
Nelly Láinez.

Láinez no tuvo hijos y se casó legalmente en 1993 luego de 25 años de convivencia. Storni falleció dos años después, en 1995. Hasta 2001, residió en un pequeño departamento del barrio porteño de Constitución, en la intersección de las calles Santiago del Estero y Cochabamba. Al momento de su muerte, contaba con dos sobrinas, Adriana y Mabel Rotstein.
Su sobrina nieta, Milena Jacoby Láinez —que adoptó su apellido artístico—, incursionó como actriz y productora teatral.

### Últimos años y fallecimiento
Los últimos años de Láinez transcurrieron en una relativa soledad y con algunas carencias económicas. Su última aparición pública ocurrió en 2001 cuando fue entrevistada por la prensa luego de su ingreso en un asilo de ancianos tras una cirugía de cadera. En ese entonces se generó una polémica cuando el programa de espectáculos Rumores se refirió a una supuesta estafa que la actriz habría sufrido de parte de una sobrina. Láinez desmintió el suceso en una entrevista y, además, confesó que su pariente solo se encargaba de mantener su departamento.
La salud de Láinez declinó en sus últimos años y hacia el final de su vida, padecía problemas cardíacos, visuales y ginecológicos. Falleció a la edad de 88 años el 31 de mayo de 2008 a las 4.10 UTC-3 en el Sanatorio Argentino del barrio porteño de Mataderos, donde se hallaba internada a causa de una infección urinaria. Sus restos fueron inhumados al día siguiente en el cementerio de la Chacarita.

## Estilo de actuación, valoración y legado
Láinez tenía pánico al público en vivo, lo que la llevaba a deslucirse. Su desfachatez aparecía cuando nadie la miraba, por eso, sus éxitos fueron en la radio, el cine y en los programas de televisión grabados. Su amigo Ricardo García Pico señaló que no era una actriz instintiva, sino que actuaba por necesidad y, en general, prefería la improvisación a estudiar los libretos de memoria. A pesar de carecer de estudios escénicos, Láinez ocupó un lugar importante en la historia del humorismo argentino y, si bien fue encasillada en roles que no le permitieron desarrollarse en una variedad de géneros, su presencia en cine y televisión estuvo íntimamente ligada al papel de solterona fea y rechazada, que era objeto de bromas por parte de sus compañeros. Abel Posadas se refirió a su encasillamiento en uno de sus libros: «Nelly Láinez y tantos que adornaron los repartos o fueron víctima del crudo encasillamiento, no fueron tenidos en cuenta en su justa medida por la industria», mientras que el escritor Jorge Nielsen redactó que la actriz fue, al igual que otros cómicos, «una protagonista infaltable en la historia del humorismo argentino».
Aunque su belleza no se adecuaba a los rígidos parámetros estéticos, Nelly Láinez supo potenciar su ingenio y su picardía para instalarse en el mundo del espectáculo. En ese sentido, el escritor Pablo Gorlero la definió en una de sus obras literarias sobre la comedia musical como «una buena actriz cómica que se impuso en el espectáculo correctamente». Si bien prefería no sobresalir por encima del protagonista, tenía tendencia a tener una actitud competitiva y enérgica frente a sus compañeros de elenco. Antonio Gasalla señaló que «desde que se levantaba a la mañana tenía el humor bien puesto... Nos reíamos trabajando juntos. Era una especie de parentesco lo que vivimos con Nelly». Iliana Calabró, cuyo padre trabajó con la actriz, comentó que Láinez estaba «siempre arriba, eléctrica, radiante. Yo la admiraba mucho, me divertían sus roles tan característicos. Tengo muy presente ese atolondramiento que transmitía en esos personajes: tenían que ver mucho con ella y su vida».
El 31 de julio de 1994, el diario Clarín publicó el aviso de lanzamiento del canal Volver; de las cinco fotografías del aviso había una sola mujer: Láinez. En 2023, fue homenajeada con una exposición en la Casa del Teatro que exhibió vestuario y fotografías de la actriz.

## Filmografía
- 1949: Fascinación
- 1950: Cinco grandes y una chica
- 1950: Cinco locos en la pista
- 1951: La vida color de rosa
- 1951: Pocholo, Pichuca y yo
- 1951: Cuidado con las mujeres
- 1951: Especialista en señoras
- 1952: Vigilantes y ladrones
- 1953: La mejor del colegio
- 1953: Suegra último modelo
- 1955: La mujer desnuda
- 1955: Canario rojo
- 1956: Amor a primera vista
- 1962: Cristóbal Colón en la Facultad de Medicina
- 1963: Barcos de papel
- 1964: Canuto Cañete y los 40 ladrones
- 1965: ¡Santiago querido!
- 1966: Dos quijotes sobre ruedas
- 1967: Cuando los hombres hablan de mujeres
- 1968: Villa Cariño está que arde
- 1969: El bulín
- 1974: Los vampiros los prefieren gorditos
- 1975: Los chiflados dan el golpe
- 1976: Tú me enloqueces
- 1977: La obertura
- 1980: Gran valor
- 1981: ¿Los piolas no se casan...?
- 1981: Gran valor en la Facultad de Medicina
- 1993: Tachero nocturno

## Televisión
- 1959: El consultorio de Berta
- 1963: Palmolive del aire
- 1963-1967: Operación Ja-Já
- 1964: Tu triste mentira de amor
- 1965-1974: La tuerca
- 1970: El teatro de Darío Vittori
- 1972: Polémica en el bar
- 1976: Los sobrinos dan la nota
- 1979: Mamá linda
- 1980-1982: Los Manfredi
- 1981-1983: La tuerca
- 1982: Sábado de todos
- 1982: Juntos
- 1983-1987: Matrimonios y algo más
- 1984: Las mil y una de Sapag
- 1985: Pelito
- 1987-1990: La Tota y la Porota
- 1988-1992: Hagamos el humor
- 1991: Juana y sus hermanas
- 1992-1994: El mundo de Antonio Gasalla
- 1995-1997: El palacio de la risa

## Premios

### Martín Fierro
| Año  | Categoría     | Ciclo                   | Resultado |
| ---- | ------------- | ----------------------- | --------- |
| 1959 | Actriz cómica | El consultorio de Berta | Nominada  |
| 1974 | Actriz cómica | La tuerca               | Ganadora  |
| 1992 | Actriz cómica | El palacio de la risa   | Ganadora  |
| 1994 | Actriz cómica | El palacio de la risa   | Ganadora  |

### Pablo Podestá
| Año  | Categoría   | Resultado |
| ---- | ----------- | --------- |
| 1996 | Trayectoria | Ganadora  |